# Uzbekistan na Mistrzostwach Świata w Lekkoatletyce 2015
Uzbekistan na Mistrzostwach Świata w Lekkoatletyce 2015 – reprezentacja Uzbekistanu podczas światowego czempionatu w Pekinie liczyła 4 zawodników, z których żaden nie zdobył medalu.

## Występy reprezentantów Uzbekistanu

### Mężczyźni
| Konkurencja | Zawodnik        | Eliminacje | Eliminacje | Finał    | Finał   |
| Konkurencja | Zawodnik        | Rezultat   | Pozycja    | Rezultat | Pozycja |
| ----------- | --------------- | ---------- | ---------- | -------- | ------- |
| Rzut młotem | Suhrob Xoʻjayev | 71,24      | 26.        | NQ       | NQ      |

### Kobiety
| Konkurencja | Zawodniczka       | Eliminacje | Eliminacje | Finał    | Finał   |
| Konkurencja | Zawodniczka       | Rezultat   | Pozycja    | Rezultat | Pozycja |
| ----------- | ----------------- | ---------- | ---------- | -------- | ------- |
| Maraton     | Sitora Xamidova   | NQ         | NQ         | DNF      | DNF     |
| Skok wzwyż  | Svetlana Radzivil | 1,92       | 13. q      | 1,88     | 9.      |

| Siedmiobój           | Siedmiobój         | Siedmiobój   | Siedmiobój | Siedmiobój |
| Zawodnik             | Konkurencja        | Wynik        | Punkty     | Pozycja    |
| -------------------- | ------------------ | ------------ | ---------- | ---------- |
| Jekatierina Woronina | Bieg na 100 m p.pł | 15,09 (PB)   | 830        | 32.        |
| Jekatierina Woronina | Skok wzwyż         | 1,80 (SB)    | 978        | 19.        |
| Jekatierina Woronina | Pchnięcie kulą     | 13,52 (SB)   | 762        | 20.        |
| Jekatierina Woronina | Bieg na 200 m      | 25,77        | 817        | 31.        |
| Jekatierina Woronina | Skok w dal         | 5,81         | 792        | 26.        |
| Jekatierina Woronina | Rzut oszczepem     | 44,44 (SB)   | 753        | 14.        |
| Jekatierina Woronina | Bieg na 800 m      | 2:24,04 (SB) | 769        | 25.        |
| Razem                | Razem              | Razem        | 5701 (SB)  | 24.        |